# Анастос, Милтон
Милтон Анастос (Milton V. (Vasil) Anastos; 10 июля 1909, Нью-Йорк, Нью-Йорк — 10 апреля 1997[…]) — американский византинист.
Доктор, эмерит-профессор Калифорнийского университета в Лос-Анджелесе.
Член Американского философского общества (1967).
Родился в семье греческих эмигрантов (его отец был родом с Кипра). Его отец был бизнесменом, а мать работала на американское правительство. Докторскую степень по истории получил в Гарвардском университете. Порядка двадцати трех лет был связан с Думбартон-Оукс, прошел там путь от младшего научного сотрудника (в 1941-44) до профессора (1960-64). С 1964 года в Калифорнийском университете в Лос-Анджелесе. Учился у него Stephen W. Reinert.
Был женат на Rosemary Park.
Посмертно вышли его Aspects of the Mind of Byzantium (Routledge, 2001; ISBN 9780860788409).